# Skeleton in the closet

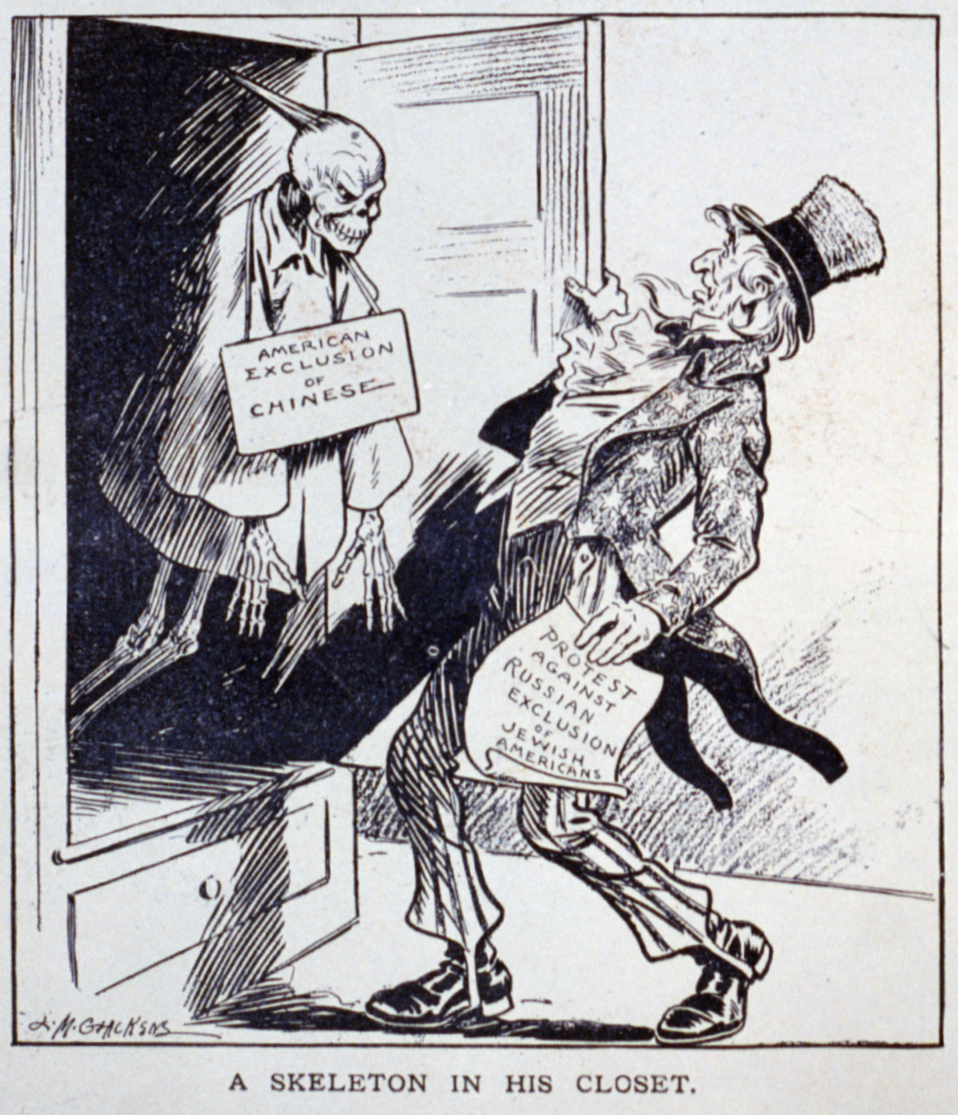
Uma charge política criticando o governo dos Estados Unidos (retratado aqui como o Tio Sam), protestando contra a exclusão dos judeus na Rússia e ao mesmo tempo excluindo a imigração chinesa no mercado interno.

Skeleton in the closet (em português: esqueleto no armário) é uma expressão coloquial popular de origem norte-americana que significa basicamente possuir um segredo obscuro ou estranho que não se quer que ninguém descubra e/ou seja revelado. A relação do esqueleto no armário com o segredo, seria que o dono do armário teria escondido um corpo humano em seu armário há tanto tempo que ele já haveria se decomposto assim restando apenas o esqueleto, e não seria agradável revelar o segredo de possuir um cadáver em seu armário.